# Sejm krakowski 1508
Sejm krakowski 1508 – sejm walny Korony Królestwa polskiego zwołany 20 września 1507 roku, przez króla Zygmunta I Starego w Krakowie na 18 stycznia 1508 roku
Sejmiki przedsejmowe odbyły się: proszowski w 21 grudnia 1507 roku i główny małopolski w Korczynie 1 stycznia 1508 roku.  Obrady sejmu trwały od 25 stycznia 1508 do 22 lutego 1508 roku
Podczas obrad izba poselska  przedstawiła królowi petita (projekty norm), na które król udzielił odpowiedzi 18 lutego 1508 roku Uniwersał poborowy przyjęto 22 lutego 1508 roku.